# Partido Comunista de Noruega
El Partido Comunista de Noruega (en noruego  Norges Kommunistiske Parti, NKP) es un partido político de Noruega, de ideología comunista. Fue fundado en 1923 a raíz de una escisión del Partido Laborista Noruego. Jugó un papel importante en la resistencia a la ocupación alemana durante la Segunda Guerra Mundial, y gozó de un breve periodo de popularidad después de la guerra. Asimismo, tras el desencadenamiento de la Guerra Fría, su influencia disminuyó constantemente. Desde mediados de la década de 1970 el NKP ha tenido un papel testimonial en la política noruega. El NKP está en contra de la incorporación de Noruega a la Unión Europea, así como a otras organizaciones internacionales.

## Historia

### Fundación
El Partido Laborista Noruego (DNA), bajo la dirección de Martin Tranmæl, se unió a la Internacional Comunista en el momento de su formación. Con todo, el DNA no estaba en absoluto dispuesto a convertirse en un partido bolchevique en las líneas que exigía la Komintern. Además, Tranmæl se oponía estrictamente a la participación de la Komintern en los asuntos internos del Partido. En una Conferencia Nacional celebrada en noviembre de 1923, el DNA decide abandonar la III Internacional.
Durante esta Conferencia, los elementos pro-Komintern se reunieron para constituir un nuevo Partido: el Partido Comunista de Noruega. El nuevo Partido fue fundado el 4 de noviembre de 1923.  Los fundadores del NKP procedían principalmente de la Federación de la Juventud del DNA, con líderes como Peder Furubotn, Eugene Olsen o Arvid G. Hansen. La mayoría de los militantes jóvenes socialdemócratas se unieron al NKP.
Sverre Sjøstad fue elegido presidente; Halvard Olsen, vicepresidente; y Furubotn fue elegido primer secretario general del NKP. El 5 de noviembre se publicó el primer número de la publicación Norges kommunistblad, con Olav Scheflo como editor. Al poco tiempo 13 diputados del DNA en el Storting se unieron al NKP, así como buena parte de la llamada oposición sindical al DNA.

### Los primeros años
El futuro político del nuevo partido era reducido, y por lo tanto no podía impugnar la hegemonía del DNA sobre el movimiento sindical noruego. En las elecciones legislativas noruegas de 1924 obtuvo 59.401 votos (6,1%) y 6 escaños. En las de 1927 obtuvo 40.074 votos (4,02%) y 3 escaños.  En 1930 pierde la representación parlamentaria al obtener únicamente 20.351 votos (1,7%). En las de 1936 solamente obtuvo 4.376 votos (0,3%). En estas elecciones el NKP, sin embargo, solo se presentó en algunos distritos.
Paralelamente a la disminución de su influencia electoral, el NKP fue víctima de dañinas luchas internas. Halvard Olsen y otros dirigentes sindicales abandonaron el Partido en 1924, en protesta por la política sindical. Sverre Sjøstad, presidente y fundador, junto a varios seguidores, abandonaron el NKP en 1927 por liderar la sección que se reunificó con el DNA (que a su vez se fusionó con el Partido Laborista Socialdemócrata). Emil Stang y Olav Scheflo dejaron el NKP ese mismo año, ya que no se oponían al gobierno de los laboristas. En 1927 se incorporó al NKP el grupo Mot Dag, un círculo de intelectuales de izquierdas, aunque al año siguiente dejaron el NKP para formar un grupo de extrema izquierda.

### La Segunda Guerra Mundial

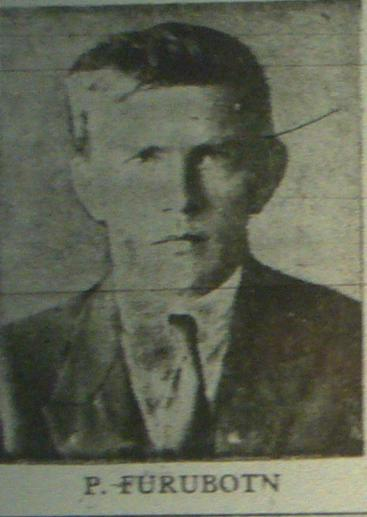
Peder Furubotn, uno de los principales líderes del NKP en sus primeros años de existencia.

Al inicio de la Segunda Guerra Mundial, el NKP apoya el Pacto Molotov-Ribbentrop entre la Alemania nazi y la URSS. El gobierno laborista noruego, por otro lado, se alía con el Reino Unido. Durante la Guerra de Invierno entre la URSS y Finlandia el NKP dio de nuevo su apoyo a la Unión Soviética, mientras que los laboristas se colocaron del lado finlandés. Llegados a este punto, las relaciones entre laboristas y comunistas se encontraban en un mínimo histórico.
Las tropas de la Wehrmacht entraron en Noruega el 9 de abril de 1940. La publicación del NKP, Arbeideren, proclamó que la invasión era una guerra imperialista y que la Alemania nazi, junto a las potencias occidentales, eran igualmente responsables de su desencadenamiento. Según este análisis, el NKP no habría de tomar parte por ninguna de las potencias imperialistas, una política que estaba en clara oposición con el ya exiliado gobierno laborista. Asimismo, a nivel local, las células del NKP en el norte de Noruega comenzaron (sin el consentimiento de la dirección) a movilizarse en actividades de resistencia antifascista.  
En agosto de 1940 el NKP se convierte en el primer partido político noruego en ser ilegalizado por los ocupantes alemanes. La publicación de Arbeideren se ve, por tanto, interrumpida. El NKP pasa entonces a la clandestinidad, sin estar realmente preparado para ello. En esta situación de confusión, el secretario general Peder Furubotn, que había estado viviendo en Moscú y había vuelto a Noruega poco antes de la invasión, comienza a solicitar una resistencia más activa contra los nazis. Fue nombrado líder del NKP en Vestlandet, y en la Conferencia Nacional celebrada clandestinamente el 31 de diciembre de 1940 impuso su tesis de resistencia activa contra la ocupación alemana.
El NKP jugó un papel dirigente en el movimiento de resistencia, organizando sabotajes y acciones guerrilleras. Pero mientras que los diferentes sectores de la resistencia mostraban un frente unido contra los ocupantes, las relaciones entre el NKP y el Frente interno, el gobierno en el exilio y el movimiento sindical noruego, también clandestino, no siempre eran cordiales, ya que éstos solamente proponían la resistencia pacífica disponiendo de apoyo táctico de los Aliados, y únicamente participaron activamente en la resistencia armada en los últimos meses de la ocupación. Generalmente, el NKP acostumbraba a adoptar tácticas ofensivas contra los ocupantes. En 1941 comienzan a editar el diario Friheten (Libertad).

### Resurgimiento en la posguerra
Después de la guerra, el Partido Comunista de Noruega experimentó un fuerte crecimiento por su papel de lucha en la resistencia antinazi. El papel que la Unión Soviética había ejercido en derrotar a la Alemania nazi y, en particular, la liberación de la provincia norteña de Finnmark, también contribuyeron al crecimiento de la popularidad del comunismo entre los noruegos.
En el Gobierno de Unidad Nacional formado tras la guerra participaron dos comunistas: Johan Strand Johansen y Kirsten Hansteen. Hansteen fue la primera mujer de la Historia de Noruega que dirigió un ministerio. El órgano del NKP, Friheten, vendió una edición de unos 100.000 ejemplares después de la guerra. En el nuevo clima de tolerancia de la posguerra, se plantearon algunos debates sobre la posible reunificación entre laboristas y comunistas. Durante la guerra, tuvieron lugar algunos debates en el campo de concentración de Grini entre líderes laboristas y comunistas que se encontraban presos (incluidos Einar Gerhardsen del DNA y Jørgen Vogt del NKP). Asimismo, estos planes fueron rechazados por Pedar Furubotn. En las elecciones legislativas de 1945 el NKP consiguió su máximo histórico con 176.535 votos (11,89%) y 11 escaños en el Storting. En 1946, Furubotn fue reelegido secretario general de NKP.  

### El inicio de la Guerra Fría
Con todo, la etapa de crecimiento del NKP resultó ser una época breve. La Guerra Fría comenzó y el Gobierno noruego se alineó con las potencias occidentales. En las elecciones legislativas noruegas de 1949 el NKP obtuvo 102.722 votos (5,83 %). 
El motivo de la disminución de la popularidad se le da al discurso del primer ministro laborista Einar Gerhardsen en Kråkerøy, en 1948, cuatro días después del golpe de Praga por los comunistas en Checoslovaquia. En este discurso condenó los sucesos de la nación centroeuropea, pero también advirtió que lo mismo podría pasar en Noruega si al NKP se le daba más poder. El discurso representó el desencadenamiento de una política tanto velada como directa contra el NKP y sus miembros, con la finalidad de infundir el miedo a los votantes y reducir su influencia en el movimiento sindical, de manera similar a otras políticas anticomunistas puestas en práctica en otros países occidentales.

### La Gran Purga
Al mismo tiempo, el NKP experimentó su más traumática división interna. En 1946 algunos de los más cercanos colaboradores de Furubotn durante la guerra, como Ørnulf Egge o Kjell Kviberg, fueron expulsados. En 1949, los adversarios de Furubotn dentro del NKP iniciaron una campaña para expulsarlo.
El 24 de octubre de 1949 el diputado Johan Strand Johansen declaró públicamente que existía una división dentro del NKP, durante un discurso celebrado en la sede local del NKP en Malerne. Además, los seguidores de Furubotn dimitieron de sus cargos en el Partido. El 26 de octubre Furubotn y sus seguidores son expulsados del Partido. La editorial de Friheten del 27 de octubre afirmaba que "ha quedado claro que esta lucha contra el Partido es obra de trotskistas, nacionalistas burgueses y titoístas que han paralizado al Comité Central con interminables e inútiles discusiones."  
Este proceso contribuyó a la actual política de aislamiento del NKP. La expulsión de Furubotn, considerado un héroe de la lucha contra los nazis, fue en muchos aspectos un suicidio político. Además, la forma en que las expulsiones tuvieron lugar y el fuerte lenguaje utilizado en los órganos de prensa del NKP contra los expulsados contribuyó a dar una imagen del NKP como un partido conspirador. 

### Los años de la Guerra Fría
El NKP siempre fue considerado como un fiel aliado del Partido Comunista de la Unión Soviética (PCUS) hasta que manifestó opiniones independientes a la línea de Moscú. Esto ocurrió en 1968, cuando el NKP condenó la intervención soviética en Checoslovaquia, al igual que otros partidos comunistas europeos como el PCE (España), el Partido Comunista Italiano (PCI), el Partido Comunista Francés (PCF) o el Partido Comunista Rumano (Rumanía). La Liga Juvenil Comunista de Noruega siguió una postura medianamente independiente a la línea del NKP. A mediados de la década de 1960, el Departamento de Estado de los Estados Unidos calculaba que el número de miembros del NKP era de unos 4.500 (el 0,2% de la población activa del país).  
En las elecciones legislativas noruegas de 1973 el NKP participó en una alianza electoral con el Partido Popular Socialista y otros grupos de izquierda, conocida como la Liga Electoral Socialista, y su líder, Reidar Larsen, fue elegido al parlamento. En 1975, la Lliga Electoral Socialista se convierte en el Partido de la Izquierda Socialista. El NKP tomó parte en el proceso de transformación de la Liga Electoral en un nuevo partido, pero al final decidió seguir siendo un partido independiente. En el Congreso del NKP de 1975, 113 delegados votaron a favor de mantener el partido independiente, mientras que 30 habían votado a favor de la fusión con el PIS. Larsen no se presentó a la reelección y Martin Gunnar Knutsen fue elegido nuevo líder del NKP. Después del Congreso, Larsen y otros militantes dejaron el NKP y se unieron al PIS. 
Después de que Mijail Gorbachov llegase al poder en la Unión Soviética en 1985 y comenzase su programa de reformas, el NKP (como la mayoría de partidos comunistas de Europa) comenzó un proceso revisionista de su visión del pasado soviético. El NKP comienza a distanciarse de las políticas de la URSS y se centró en un comunismo "suavizado", empleando frecuentemente el término "socialismo democrático" desde 1990 aproximadamente.

### La caída del campo socialista en Europa
En los albores de 1990 también hubo intenciones de trabajar para reorganizar el NKP. En las elecciones legislativas noruegas de 1989 unió fuerzas con el Partido Comunista de los Trabajadores (AKP), la Alianza Electoral Roja (RV) y socialistas independientes para formar Fylkeslistene for Miljø og solidaritet (Listas del Condado para el Medio Ambiente y la Solidaridad). El NKP también presentó listas conjuntas con la RV en varias ocasiones en la década de 1990, mientras que en otros lugares, miembros de NKP hacían campaña por RV. Esta política de unidad, sin embargo, fue abandonada pocos años después. Un momento decisivo en este proceso se produjo cuando el NKP se opuso al golpe de Estado que tuvo lugar en agosto de 1991 contra Gorbachov, orquestado por la "vieja guardia" del PCUS aliada con ciertos sectores del Ejército Rojo.
Hoy en día, la declaración de principios del NKP afirma explícitamente que la URSS representaba una violación de los principios democráticos y reconoce que también han de asumir la responsabilidad por su falta de crítica de éstos problemas. El NKP, sin embargo, ve a estos países como ejemplos de socialismo y progreso sobre los regímenes precedentes. Aunque el NKP sobrevivió al colapso del campo socialista europeo, la agitación interna y en particular la falta de reclutamiento de militantes jóvenes ha puesto al NKP en una situación casi marginal. A comienzos de la década de 1990, el NKP intentó contrarrestarlo promoviendo a algunos jóvenes entre los cargos dirigentes del comunismo noruego. Con todo, este cambio no consiguió su propósito, y nuevamente permaneció dominado por los antiguos miembros de la era soviética.

## Situación actual

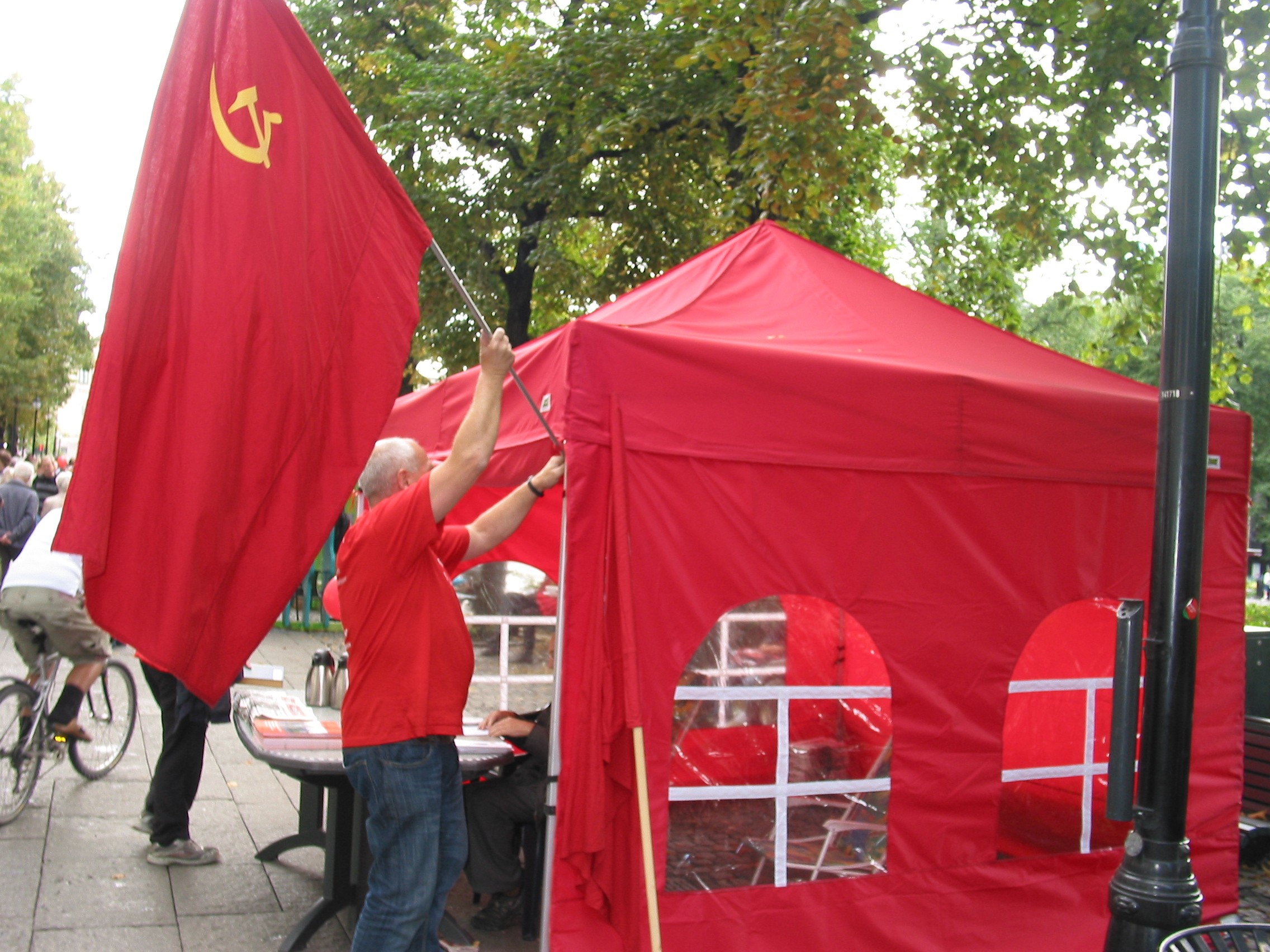
Puesto electoral del NKP en Oslo, con motivo de las elecciones de 2009.

El NKP obtuvo tres representantes en las elecciones municipales de 2003, dos en el Consejo Municipal de Åsnes y uno en Vadsø. La sección de Åsnes es, con diferencia, la más fuerte, sin embargo, abandonaron el NKP en 2004 para formar un grupo llamado "Socialistas Radicales", a causa de los desacuerdos en cuestiones como la religión, la visión sobre Stalin o la cooperación con otros grupos de izquierda. Además, un miembro del NKP formaba parte del Consejo Municipal de Porsgrunn, elegido en la lista de RV. En las elecciones legislativas noruegas de 2005 el NKP obtuvo 1.070 votos (el 0,04% del total nacional). En 2007 no consiguió suficientes candidatos para presentar una lista en Vadsø, por lo tanto, no tiene representantes elegidos democráticamente.
En 2006, las juventudes del NKP cambiaron el nombre de Liga de los Jóvenes Comunistas de Noruega a la Liga de los Jóvenes Comunistas en Noruega. La nueva liga cambió su nombre en 2008 al de Jóvenes Comunistas en Noruega. El NKP continúa publicando el periódico semanal Friheten, así como lo ha hecho ininterrumpidamente desde su fundación en la clandestinidad en 1941.

## Resultados electorales
| Resultado de las elecciones al Storting | Resultado de las elecciones al Storting | Resultado de las elecciones al Storting | Resultado de las elecciones al Storting |
| Año                                     | Votos                                   | %                                       | Escaños                                 |
| --------------------------------------- | --------------------------------------- | --------------------------------------- | --------------------------------------- |
| 1924                                    | 59 401 (#6)                             | 6,1                                     | 6/150                                   |
| 1927                                    | 40 075 (#5)                             | 4,0                                     | 3/150                                   |
| 1930                                    | 20 351 (#6)                             | 1,7                                     | 0/150                                   |
| 1933                                    | 22 773 (#6)                             | 1,8                                     | 0/150                                   |
| 1936                                    | 4 376 (#10)                             | 0,3                                     | 0/150                                   |
| 1945                                    | 176 535 (#4)                            | 11,9                                    | 11/150                                  |
| 1949                                    | 107 722 (#5)                            | 5,8                                     | 0/150                                   |
| 1953                                    | 90 422 (#6)                             | 5,1                                     | 3/150                                   |
| 1957                                    | 60 060 (#6)                             | 3,4                                     | 1/150                                   |
| 1961                                    | 53 678 (#7)                             | 2,9                                     | 0/150                                   |
| 1965                                    | 27 996 (#7)                             | 1,4                                     | 0/150                                   |
| 1969                                    | 21 517 (#8)                             | 1,0                                     | 0/150                                   |
| 1973a                                   | 241 851 (#4)                            | 11,2                                    | 1/155                                   |
| 1977                                    | 8 448 (#11)                             | 0,4                                     | 0/155                                   |
| 1981                                    | 6 673 (#11)                             | 0,3                                     | 0/155                                   |
| 1985                                    | 4 245 (#11)                             | 0,2                                     | 0/157                                   |
| 1989b                                   | 22 139 (#8)                             | 0,8                                     | 0/165                                   |
| 1993                                    | 361 (#19)                               | 0,0                                     | 0/165                                   |
| 1997                                    | 1 979 (#14)                             | 0,1                                     | 0/165                                   |
| 2001                                    | 1 726 (#15)                             | 0,1                                     | 0/165                                   |
| 2005                                    | 1 070 (#15)                             | 0,0                                     | 0/169                                   |
| 2009                                    | 697 (#14)                               | 0,0                                     | 0/169                                   |
| 2013                                    | 611 (#17)                               | 0,0                                     | 0/169                                   |
| 2017                                    | 309 (#20)                               | 0,0                                     | 0/169                                   |
| 2021                                    | 301 (#21)                               | 0,0                                     | 0/169                                   |

a En 1973, formó parte de las listas del Partido de la Izquierda Socialista.
b En 1989, formó parte de las Listas del Condado por el Medio Ambiente y la Solidaridad.

## Líderes del NKP
- Sverre Støstad (1923 - 1925)
- Peder Furubotn (1925 - 1930)
- Henry Wilhelm Kristiansen (1931 - 1934)
- Adam Egede-Nissen (1934 - 1946)
- Emil Løvlien (1946 - 1965)
- Reidar T. Larsen (1965 - 1975)
- Martin Gunnar Knutsen (1975 - 1982)
- Hans I. Kleven (1982 - 1987)
- Kåre André Nilsen (1987 - 1991)
- Ingve Iversen (1991 - 1992)
- Terje Krogh, Per Lothar Lindtner y Kjell Underlid (1992 - 1998)
- Per Lothar Lindtner y Kjell Underlid (1998 - 2000)
- Per Lothar Lindtner (2000 - 2001)
- Zafer Gözet (2001-2010)
- Svend Haakon Jacobsen (2010–2013)
- Jørgen Hovde (2013–2014)
- Runa Evensen (Desde 2014)